# قانون بازارهای دیجیتال
قانون بازارهای دیجیتال (به انگلیسی: Digital Markets Act (DMA)) مقرراتی در اتحادیه اروپا است که هدف آن رقابت پذیرتر و عادلانه تر کردن اقتصاد دیجیتالی است. این قانون در ۱ نوامبر ۲۰۲۲ لازم الاجرا شد و برای بیشتر موارد در ۲ مه ۲۰۲۳ قابل اجرا شد.
قانون بازارهای دیجیتال قصد دارد با جلوگیری از سوء استفاده شرکت‌های بزرگ از قدرت بازار خود و اجازه دادن به بازیگران جدید برای ورود به بازار، از درجه بالاتری از رقابت در بازارهای دیجیتال اروپا اطمینان حاصل کند.
این مقررات، بزرگترین پلتفرم های دیجیتال فعال در اتحادیه اروپا را هدف قرار می دهد.